# サイクロン・ゾーイ
サイクロン・ゾーイ（英:Cyclone Zoe）、2002年12月にソロモン諸島のティコピア島一帯を襲ったサイクロンである。ゾーイは、この地域では過去最大級のものである。

## 概要

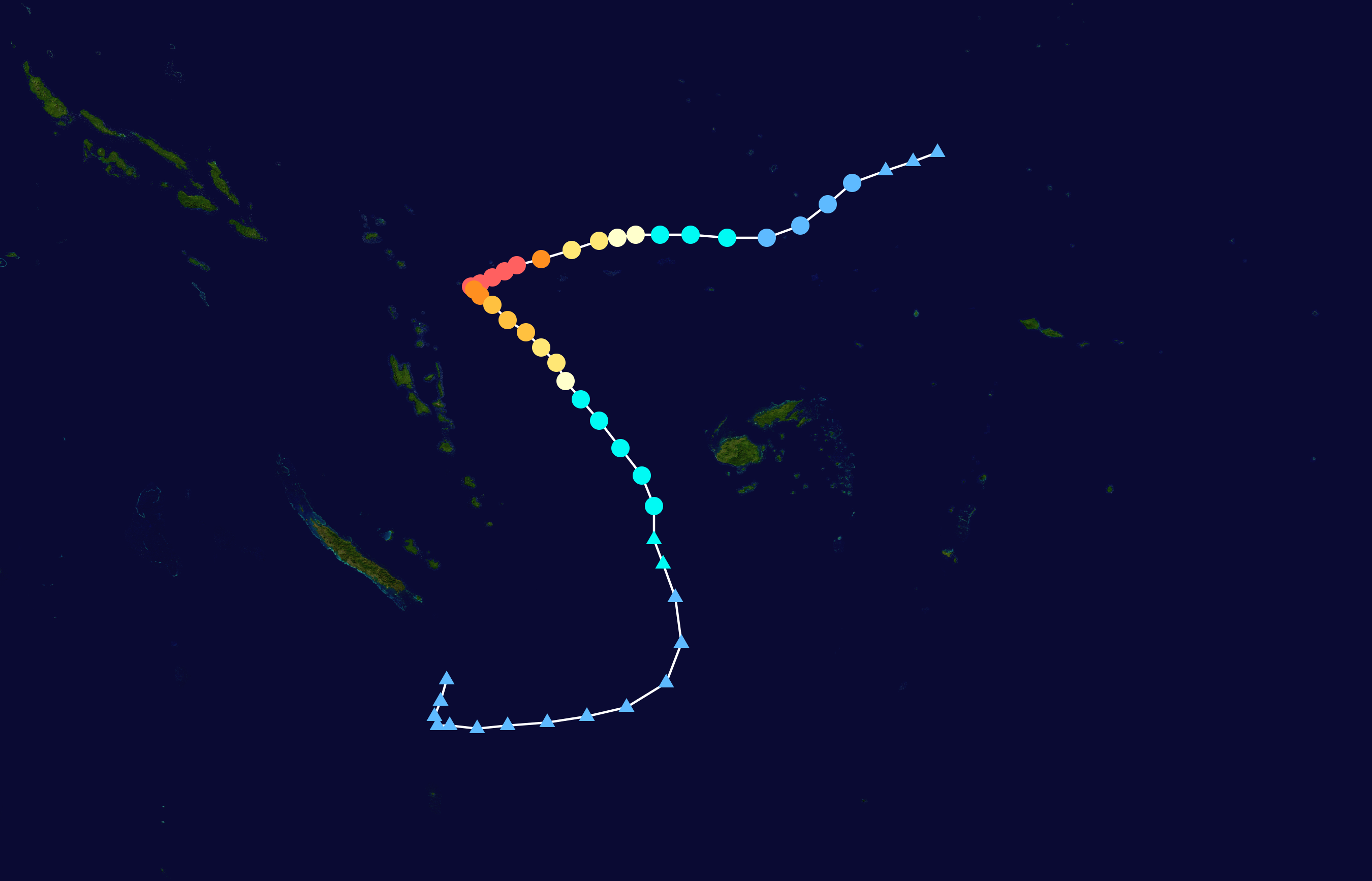
進路図

2002年12月25日、サイクロンが発生し、同日、2002-2003年シーズンの南半球で6番目にトロピカル・ストーム強度のサイクロンとなり、「ゾーイ（Zoe）」と命名された。ゾーイは北西進しながら急発達し、12月27日に最盛期を迎え、最盛期の勢力は155 knot（カテゴリー5）であった。ゾーイは強い勢力で、ソロモン諸島のティコピア島一帯を通過した。しかし、島民全員が島の高台にある洞窟に避難していたため、島民約 1300 人の人命には全く被害がなかった。その後、ゾーイは北北東へ向きを変え、急速に衰えた。
強い勢力による直撃にもかかわらず、被害が奇跡的に少なかった理由は、島民たちが長年サイクロンと戦い続けた経験に基づき、適切な避難行動を取ったことにあったと言える。